# 숲관코박쥐
숲관코박쥐 또는 일본작은관코박쥐(Murina silvatica)는 애기박쥐과에 속하는 박쥐의 일종이다. 일본에서만 발견된다. 국제 자연 보전 연맹(IUCN)은 숲관코박쥐를 우수리관코박쥐(Murina ussuriensis)의 아종으로 간주한다.

## 특징
작은 박쥐로 몸통 길이는 38~51mm이고 전완장은 28.4~32.5mm, 꼬리 길이는 26~37mm이다. 발 길이는 7~10.5mm, 귀 길이는 12.5~17mm이다. 털은 길고 부드럽다. 등 쪽은 불그스레한 황금색이고 머리와 목 뒤로 좀더 회색빛을 띠는 반면에 배 쪽은 희끄무레하다. 주둥이는 가늘고 길고 눈은 아주 작다. 귀는 긴 타원형이다.

## 생태
나무 구멍 속이나 울창한 나뭇잎 사이에 은신한다. 먹이는 곤충이다.

## 분포 및 서식지
일본 홋카이도와 혼슈, 시코쿠, 규슈, 쓰시마섬, 야쿠섬, 이키섬에 널리 분포한다.